# Kabinett Depretis VII
Das Kabinett Depretis VII regierte das Königreich Italien vom 29. Juni 1885 bis zum 4. April 1887. Es war das 24. Kabinett des Königreiches und war ein Jahr, neun Monate und sechs Tage im Amt. Es folgte dem Kabinett Depretis VI. Ministerpräsident Agostino Depretis hatte nach dem Vertrauensverlust seiner Vorgängerregierung zwei Veränderungen vorgenommen, um sich die Zustimmung des Parlaments zu sichern, und das Außenministerium und das Ministerium für Justiz und Kirchenangelegenheiten neu besetzt.
Erneut wurde die Regierung von der politischen Mitte, bestehend aus den moderaten Flügeln der Historischen Linken (italienisch Sinistra storica) und Rechten (Destra storica), gestützt. Sie fand auch nach der Parlamentswahl im Frühjahr 1886 ausreichend Unterstützer im Parlament. Erst infolge der italienischen Niederlage in der Schlacht bei Dogali im Rahmen des Eritreakrieges im Januar 1887 schwand das Vertrauen in die Regierung. Ein im Februar 1887 in der Abgeordnetenkammer vorgelegter Misstrauensantrag konnte gerade noch abgewendet werden. Der Außenminister sah aber keine Vertrauensbasis mehr für eine weitere Zusammenarbeit und trat deshalb zurück. König Umberto I. lehnte den Rücktritt ab. Die anschließenden parlamentarischen Beratungen zur Beilegung der Krise scheiterten jedoch, so dass Depretis schließlich seinen Rücktritt einreichte. Vom König mit einem neuen Regierungsauftrag betraut, bildete Depretis daraufhin das Kabinett Depretis VIII.

## Minister

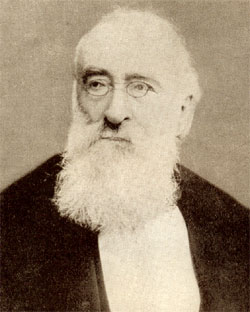
Agostino Depretis

| Ministerien                          | Name                                                                                          |
| ------------------------------------ | --------------------------------------------------------------------------------------------- |
| Ministerpräsident                    | Agostino Depretis                                                                             |
| Äußeres                              | Agostino Depretis (bis 5. Oktober 1885) Carlo Felice Nicolis di Robilant (ab 6. Oktober 1885) |
| Inneres                              | Agostino Depretis                                                                             |
| Justiz und Kirchenangelegenheiten    | Diego Tajani                                                                                  |
| Krieg                                | Cesare Ricotti-Magnani                                                                        |
| Marine                               | Benedetto Brin                                                                                |
| Finanzen                             | Agostino Magliani                                                                             |
| Schatz                               | Agostino Magliani (geschäftsführend)                                                          |
| Öffentliche Arbeiten                 | Francesco Genala                                                                              |
| Bildung                              | Michele Coppino                                                                               |
| Landwirtschaft, Industrie und Handel | Bernardino Grimaldi                                                                           |